# Delegatura Apostolska w Jerozolimie i Palestynie
Delegatura Apostolska w Jerozolimie i Palestynie – stałe przedstawicielstwo Stolicy Apostolskiej przy Kościele katolickim w Palestynie. Siedziba delegata apostolskiego mieści się w Jerozolimie.
Delegat apostolski w Jerozolimie i Palestynie jest również nuncjuszem apostolskim w Izraelu.

## Historia
11 lutego 1948 papież Pius XII utworzył Delegaturę Apostolską w Jerozolimie i Palestynie. Od 1973 delegaci apostolscy w Jerozolimie i Palestynie są również nuncjuszami apostolskimi na Cyprze. W 1994 z delegatury wydzielono terytorium Izraela, gdzie powstała Nuncjatura Apostolska w Izraelu, jednak stanowisko szefów obu przedstawicielstw pełni ta sama osoba.

## Delegaci apostolscy w Jerozolimie i Palestynie
- Gustavo Testa (1948 - 1953) Włoch
- Silvio Angelo Pio Oddi (1953 - 1957) Włoch
- Giuseppe Maria Sensi (1957 - 1962) Włoch
- Lino Zanini (1962 - 1965) Włoch
- Augustin-Joseph Sépinski OFM (1965 - 1969) Francuz
- Pio Laghi (1969 - 1973) Włoch
- William Carew (1974 - 1983) Kanadyjczyk
- Carlo Curis (1984 - 1990) Włoch
- Andrea Cordero Lanza di Montezemolo (1990 - 1998) Włoch
- Pietro Sambi (1998 - 2005) Włoch
- Antonio Franco (2006 - 2012) Włoch
- Giuseppe Lazzarotto (2012 - 2017) Włoch
- Leopoldo Girelli (2017 - 2021) Włoch
- Adolfo Yllana (od 2021) Filipińczyk